# 밀란 크니작
밀란 크니작(체코어: Milan Knížák, 1940년 4월 19일생)은 플럭서스(Fluxus)와 연관된 체코의 행위예술가, 조각가, 소음 음악가(noise musician), 설치 미술가, 정치적 반체제주의자, 그래픽 예술가, 예술 이론가이자 예술 교육가이다.

## 생애

### 보호령과 예전 수데텐란트(Sudetenland)에서의 어린 시절과 초기 생애
밀란 크니작은 현재 플젠(Plzeň) 시의 일부가 된 두브라브카 우 플즈네(Doubravka u Plzně) 출신의 화가, 음악가, 수학 교사였던 카렐 크니작(Karel Knížák)과 율리아 크니자코바(Julia Knížáková) 사이에서 태어난 아들이었다. 크니작의 부모님은 1932-1934년에는 야로프(Jarov)에서, 나중에는 플젠 근처 블로비체(Blovice)에서 교편을 잡았다. 밀란 크니작은 1940년 4월 19일에 플젠에서 태어났다. 1945년에, 체코슬로바키아에서 독일이 추방된 이후, 크니작 가족은 독일 국경 근방에 예전 수데텐란트의 온천 마을이었던 마리안스케 라즈네(Mariánské Lázně)로 이사하였다. 그곳에서 크니작의 아버지는 온천 오케스트라에서 바이올린을 연주하였고, 밀란 크니작은 초등학교에 다니면서 음악과 문학에 대한 흥미를 가지게 되었다. 그는 또한 피아노, 트럼펫, 기타 레슨도 받았다.

### 학업과 초기 활동 (1955-1965)
크니작은 14살에 마리안스케 라즈네에서 그림을 처음 시작했고, 1958년에 그곳에서 그의 첫 전시회를 가졌다. 그는 고등학교(플라나 우 마리안스키치 라즈니 김나지움)를 다녔으며, 1957년에 졸업하였다. 몇몇 행사를 통해 젊은 크니작은 블라디미르 모드리(Vladimír Modrý, 1907-1976)의 스튜디오를 방문하였다. 후에 크니작은 그의 일기에 <바디 캡슐 Fantastic Voyage>라는 영화에 대해 기록하였고, 그 영화의 환상적 장면들이 모드리의 그림들을 연상시켰다는 점에 대해서도 기록하였다. 1957년 중반부터 1958년까지 그는 프라하 교육대학교에 재학하였으며, 그곳에서 미술교육과 러시아어를 전공하였다. 1958년에 그는 대학에서 자퇴를 하고 프라하의 전시장에서 보조 작업자가 되었다. 후에 그는 프라하 순수미술 대학 시험에 합격하였으나, 거기서도 그의 학업을 중도에 그만두었다. 그 뒤 그는 찰스 대학 수리물리대학에서 수학적 분석을 1년간 전공하였다.

### 실제적 미술과 공공 미술 (1960-1975)
1960년대 초 크니작은 최초로 행위예술을 창작하였다 - 해프닝, 기념식, 설치 및 환경 예술 작품을 번잡하거나 한산한 프라하의 거리 혹은 궁정 뜰에 설치하였던 것이다.
그는 그의 친구들과 함께 ‘실제적 예술’(Actual Art)이라는 이름을 가진 동시대 미술 모임을 창립하였다. 1966년 즈음에는 이 이름에서 ‘예술’이 탈락되어 ‘실제’(AKTUAL)라는 이름으로 활동하게 되었다. 그들의 대표적인 활동은 잘 알려져 있다시피 프라하 구시가지에 ‘신세계’(New World)에서의 활동인데, 대표적으로 ‘하나의 표현’(Demonstration of One, 1964)을 들 수 있다. 몇몇 ‘실제’의 음악들은 비공식 음악가 모임인 ‘우주의 플라스틱 사람들’(The Plastic People of the Universe)에 의해 리마스터 되었고, 그로인해 이 모임 회원들이 1976년 가을 정치적 진행 과정에서 그들의 의사에 반하여 무정부주의자로 몰리기도 하였다.
크니작은 국제적 (반-)예술적 음악, 행위, 시, 오브제 및 행사 공동체인 플럭서스
(Fluxus)의 회원이었다.1965년부터 그는 동부 플럭서스의 장을 맡기도 하였다. 그는 체코슬로바키아 최초의 해프닝과 소음 음악 콘서트 공연을 기획, 상연하기도 하였다. 예: ‘노비 스베트 주변 걷기’(A Walk around Novy Svět, ‘신세계’라 불리는 프라하 구시가지), ‘스스로를 나타내기’(Demonstration for Oneself, 1964). 후에 그는 체코 철학자 진드르지히 찰루페츠키를 통해 플럭서스 회원과 만나게 된다. 그는 동부 플럭서스의 장으로 조지 마치우나스(George Maciunas)에 의해 1965년에 임명되었다. 구 동구권 여러 국가 지역에서, 예를 들어 빌뉴스(Vilnius), 프라하(이상 1966년), 부다페스트(Budapest, 1969), 포즈난(Poznań, 1977)에서 ‘플럭서스 축제’(The Fluxus Festival)를 개최하였다. 크니작에게는 미국의 비트족(族) 시인인 알렌 긴즈버그(Allen Ginsberg)와 개념예술가 조셉 코수트(Joseph Kosuth)가 방문하기도 하였다.
조지 마치우나스는 1965년에 크니작을 미국으로 초대하였고, 그는 그곳에서 플럭서스 행사에 참여할 수 있었다. 그는 ‘눕기 기념식’(Lying Ceremony)을 뉴 브런즈윅(New Brunswick)에서 상연하였으며, ‘어려운 기념식’(Difficult Ceremony)를 뉴욕 시에서 상연하였다. 마치우나스는 크니작의 ‘작품 모음’(Collected Works)을 플럭서스 판(版)으로 출간할 수 있게 준비해 주었다.
1966년 10월, 크니작은 체코슬로바키아 프라하에서 최초의 플럭서스 콘서트를 기획하였으며, 그 콘서트에서 벤 보티에(Ben Vautier), 제프 베르너(Jeff Berner), 앨리슨 놀스(Alison Knowles), 세르지 올덴부르(Serge Oldenbourg), 그리고 딕 히긴스(Dick Higgens)가 크니작과 함께 무대에 올랐다.
크니작은 1970년에 체코슬로바키아로 돌아왔다. 그의 작품들은 동구권의 갤러리들에서 전시되었다. 대표적으로는 폴란트의 크라쿠프(Kraków), 헝가리의 부다페스트가 있고, 자본주의 국가였던 오스트리아에서도 전시되었다. 1979년에 그는 서독의 독일학술교류처(DAAD)의 회원 자격을 얻게 되었다. 서독에서 그는 볼트 포스텔(Wolf Vostell)과 이민 생활을 하고 있던 체코 시인 이르지 콜라르(Jiří Kolář)를 만났다. 서독에서 그는 아방가르드 영화의 디자이너로 활동하였으며, 폭스바겐(Volkswagen)을 위해 오토바이 콜라주 작품을 만들기도 하였다.

### 정치적 활동
공산주의 체제 시기에 크니작은 경찰의 감시를 받았으며, ‘국가의 적’이라고 불렸다. 그는 음악 밴드 ‘The Plastic People of the Universe’(우주의 플라스틱 인간들)과 함께하는 행사에서 연행되기도 하였다.

### 수상 내역 및 경력 사항
1998년에 크니작은 체코 시민민주당의 후원으로 무소속 국회의원에 입후보하였으나 낙선하였다. 2010년에 그는 체코 공화국에서 훈장을 수여받았다. 그는 또한 체코 프라하 국립 미술관장을 1999년부터 2011년까지 역임하였다.

## 교육자로서의 삶
1990년부터 밀란 크니작은 프라하 순수예술 대학에서 간매체(intermedia) 전공 교수로 재직하게 되었다. 그의 대표적인 제자로는 야나 신델로바(Jana Šindelová)를 들 수 있다.
- 1998년: 스위스 로잔, 로잔 주립 예술 대학(ECAL) - 강의, 행위예술의 역사에 대한 강의
- 1997년: 프랑스 부아부셰, 조르주 퐁피두 센터 - 공공 프로그램 및 교육학
- 1991-1992년: 독일, 바일, 비트라 미술관 – 강의
- 1991년: 독일, 베를린 여름대학 – 교수직
- 1990 -1997년: 프라하 순수예술 대학 - 간매체 전공 주임교수
- 1989년 ~ : 프라하 순수예술 대학 간매체 전공 교수[15]
- 1987, 1990, 1993, 1996년: 잘츠부르크 및 라쿠스코(Rakousko), 국제 여름대학 – 교수직 및 강의
- 1983년: 독일, 함부르크 예술대학 – 예술에 대한 강의
- 1969: 미국 렉싱턴, 켄터키 대학 및 미국 로스앤젤레스 로스앤젤레스 주립대학(UCLA) - 행위예술에 대한 강의

### 수훈 내역
- 1997년 교육부장관 1급 훈장
- 2010년 체코 국가 훈장

## 크니작의 플럭서스 행사에 대한 상세설명 (일부)
- 1965년 패션(Fashion): 코트를 세로로 길게 자른다음, 각각의 절반을 입었다.
- 1965년 고양이(Cat): 고양이를 얻었다.
- 1965–1970년 책 죽이기(Killing the Books): 책을 총으로 쏘고, 태우고, 물에 빠뜨리고, 자르고, 풀칠하고, 하얗게, 빨갛게, 검게 페인트칠하는 등의 방법을 사용하였다.
- 1968 눕기 기념식(Lying Ceremony): 안대로 눈을 가린 사람들이 땅바닥에 오랜 시간 동안 누워 있었다.

## 참고 문헌
- 밀란 크니작의 저서: Amazon.com: Milan Knizak: Books
- 아트리스트에 나타난 밀란 크니작: Milan Knížák – Artlist – databáze současného umění